# Switch (kortspel)
Switch är ett engelskt kortspel av samma typ som det svenska vändåtta, det vill säga ett spel där det gäller för spelarna att bli av med de kort man har på handen genom att spela ut kort som har samma valör eller färg som det senast utlagda.
I switch har essen, tvåor, fyror och knektar speciella funktioner. Essen kan spelas på vilket kort som helst och möjliggör byte av färg. Ett utspel av en tvåa eller en fyra tvingar nästa spelare att dra två respektive fyra kort från talongen. En knekt ändrar spelets riktning, från medsols till motsols och vice versa.